# Commander in Chief (jogo eletrônico)
Commander in Chief, também conhecido como Geo-Political Simulator é um jogo de simulação política em que o jogador comanda um entre practicamente qualquer país de  existente no mundo desde 1 de janeiro de 2008. O jogo foi lançado nos idiomas francês, espanhol e russo. A versão em inglês foi lançada no dia 25 de julho de 2008. O nome do jogo na versão em espanhol é 'Yo Presidente, Objetivo: La Moncloa e em francês é Mission President.
O jogador tem uma grande quantidade de controles sobre a nação, que varia dependendo da forma de governo que o país possua. Ele terá que tomar decisões sobre a saúde pública, gastos militares, educação pública, etc. Ademais recebe informações provenientes de 50 organizações internacionais, entre as quais podemos destacar OTAN, ONU e G8, inclusive o Mercosul.